# Megalotheca
Megalotheca é um género botânico pertencente à família Restionaceae.